# 陸澄 (南齊)
陸澄（425年—494年），字彦渊，吳郡吳縣人，南北朝南齊官員。

## 生平
陸澄少年好學，手不释卷，早年為太学博士。博學多聞，想寫宋書又寫不成，王俭称之“书厨”。後來擔任尚书殿中郎。歷官给事中，秘书监。卒于隆昌元年（494年），享年七十，諡靖子。

## 家族
祖父陸劭，曾任临海太守。

## 延伸阅读
[在维基数据编辑]
 《南齊書/卷39》，出自萧子显《南齊書》
 《南史·卷48》，出自李延壽《南史》